# Dipcadi mechowii
Dipcadi mechowii är en sparrisväxtart som beskrevs av Adolf Engler. Dipcadi mechowii ingår i släktet Dipcadi och familjen sparrisväxter. Inga underarter finns listade i Catalogue of Life.